# ゲツセマネの祈り (ペルジーノ)
『ゲツセマネの祈り』（伊: Orazione nell’orto, 英: Oration in the Garden）は、盛期ルネサンスのイタリアの巨匠ピエトロ・ペルジーノが1493年から1496年頃に制作した絵画である。油彩。主題は『新約聖書』「マタイによる福音書」26章などの福音書で語られているイエス・キリストのゲツセマネの園での祈り（ゲツセマネの祈り）から取られている。『ピエタ』（Pietà）および『磔刑』（Crocifissione）とともにフィレンツェのサン・ジュスト・アッレ・ムーラ修道院のために制作された。現在はフィレンツェのウフィツィ美術館に所蔵されている。

## 主題
福音書によるとイエスは最後の晩餐ののち、3人の使徒、聖ペテロ、聖ヤコブ、聖ヨハネをともない、祈りのためにオリーブ山のゲツセマネの園を訪れた。イエスはすでにイスカリオテのユダの裏切りと自らの運命を知っていた。イエスはひどく苦しんで目を覚ますと、使徒たちから少し離れて立ち、神に「この杯を通り過ぎさせてください」と願った。しかししばらくしてイエスは神の意志を認め、「わが父よ、どうしてもこの杯を飲むよりほかに道がないのでしたら、どうか御心どおりに行われますように」と願った。やがて天国から御使いが現れてキリストに力を授けた。イエスは使徒たちに自分とともに祈るよう頼んだが、イエスが祈りを3回行う間に彼らは眠ってしまった。

## 作品
ペルジーノは澄んだ青空を背景に画面中央の岩の上でひざまずいて祈るイエス・キリストを描いている。画面は沈黙と瞑想の雰囲気によって支配されており、祈りの中でキリストは静かな視線を画面左に現れた天使に向けている。天使は左手に聖杯を持ち、左足をわずかな雲の上に乗せるようにして飛翔している。天使が持っている聖杯は磔刑での死の象徴をするキリストの言葉を仄めかしている。岩の下では聖ペテロ、聖ヤコブ、聖ヨハネが眠っている。しかし背景ではイエスを捕縛しようとする軍隊がオリーブ山に現れ、静寂に包まれた空気を破ろうとしている。遠景には城壁に囲まれた都市の美しく穏やかな風景が描かれている。都市のそばを川が流れており、川には都市と外界とをつなぐ橋が掛けられている。背景に見られる丘と点在する木々は典型的なウンブリア派の特徴である。
背景の兵士は2つの部隊に分割され、画面の両側に対称的に配置されており、左側に配置された部隊をイスカリオテのユダが率いている。しかし軍隊の到着は場面に混乱をもたらしてはおらず、秩序と構図のバランスが優位を占め、背景の穏やかな風景はそれを強調している。
制作は1490年代前半までさかのぼることができ、この年代のペルジーノに特徴的な、穏やかで澄み渡ったリズムおよび空間と調和した人物像による古典的様式へのこだわりを示している。

## 来歴
ジョルジョ・ヴァザーリによると、本作品は『ピエタ』とともにサン・ジュスト・アッレ・ムーラ修道院の付属教会の内陣仕切りの2つの祭壇の上に掛けられた。1529年から1530年のフィレンツェ包囲戦で修道院が破壊されたのち、サン・ジョヴァンニ・バッティスタ・デッラ・カルツァ教会に移された。19世紀に教会からフィレンツェのアカデミア美術館に運ばれ、1919年にウフィツィ美術館に収蔵された。

## ギャラリー
サン・ジュスト・アッレ・ムーラ修道院のために制作されたペルジーノの作品。

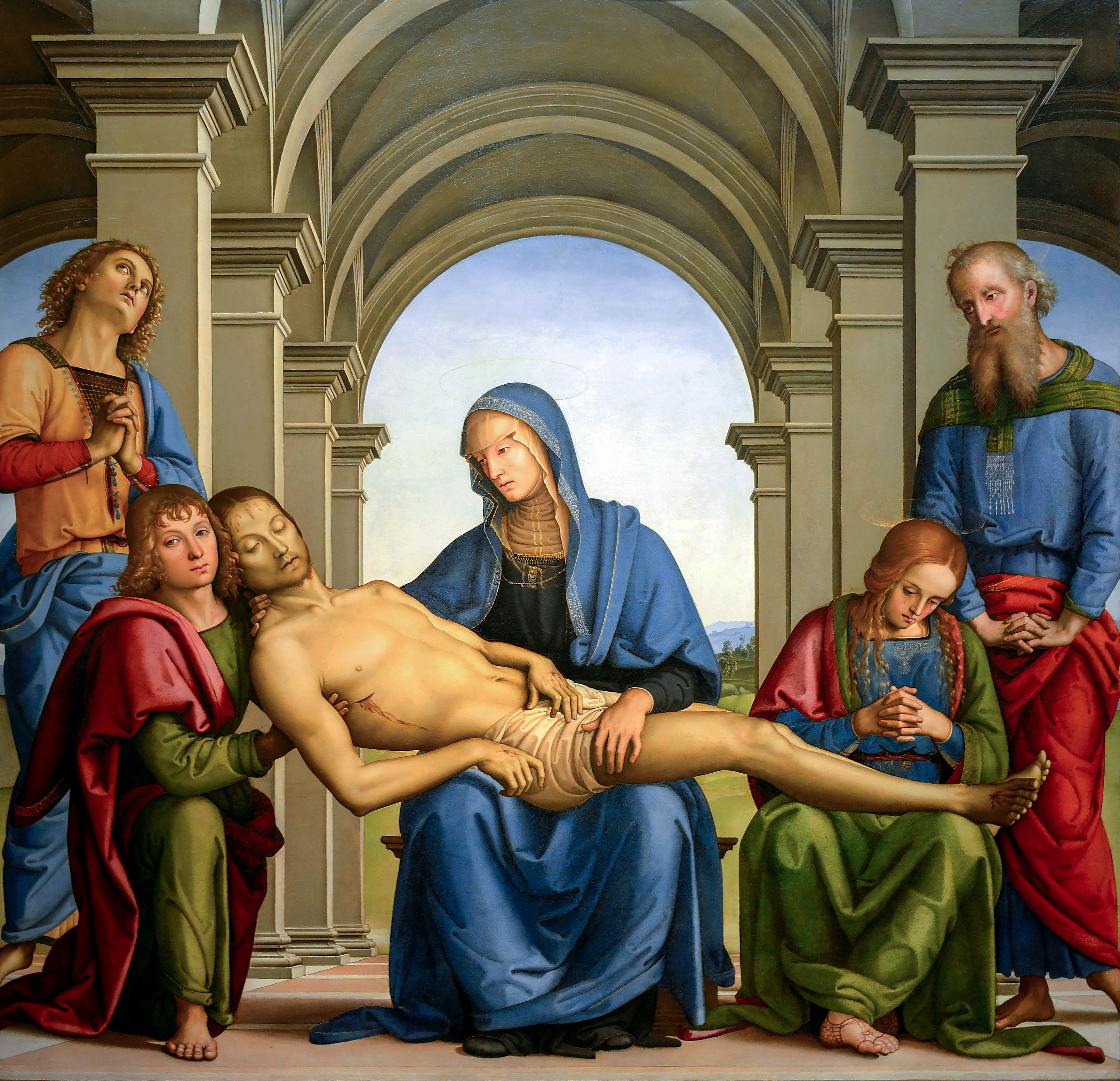
ピエトロ・ペルジーノ『ピエタ』ウフィツィ美術館所蔵
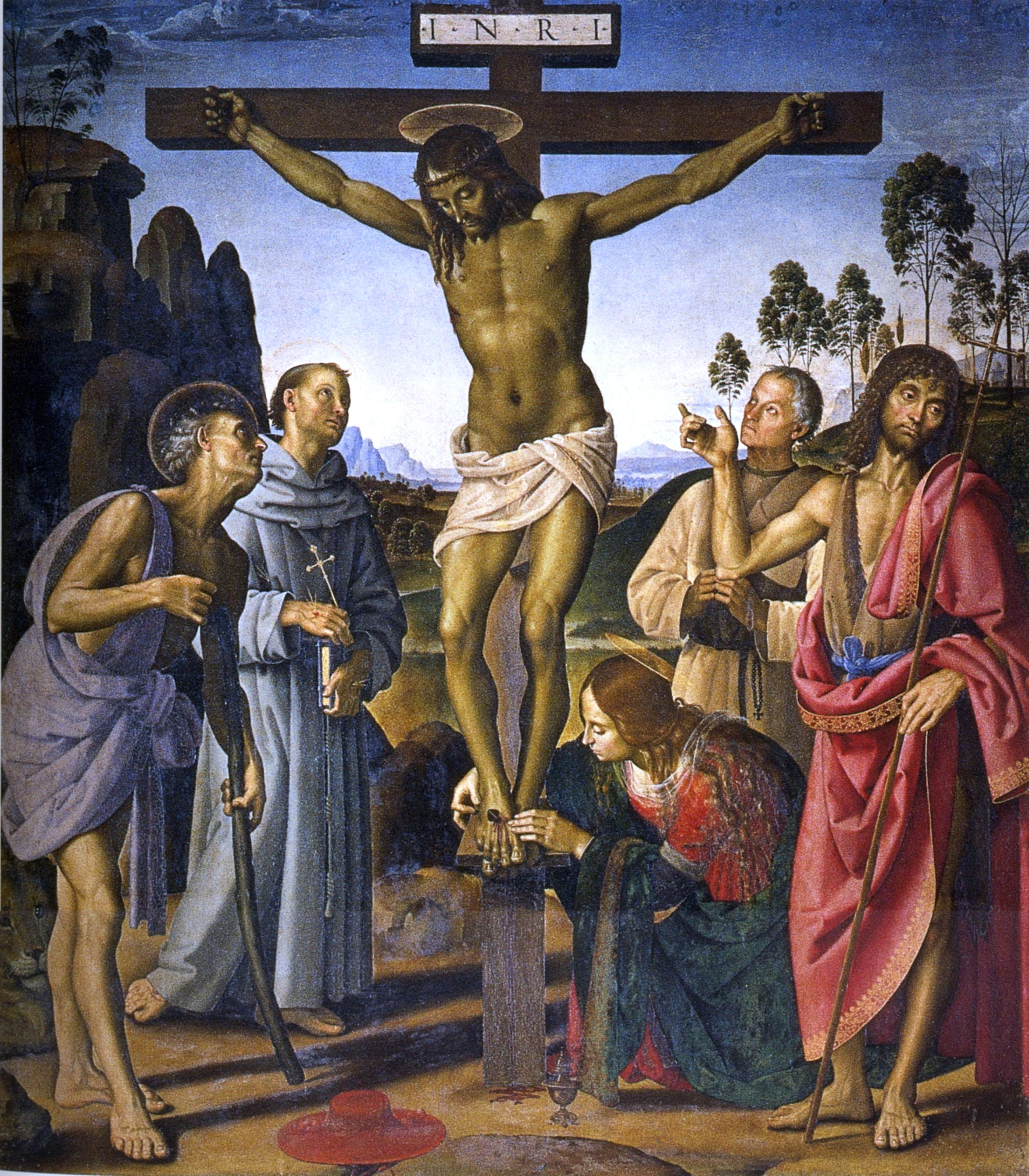
ルカ・シニョレッリとの共作『磔刑』ウフィツィ美術館所蔵